# 2023 год в спорте
Список 2023 год в спорте описывает спортивные события 2023 года.

## События

### Январь
- 26 декабря — 5 января — чемпионат мира по хоккею среди молодёжных команд ( Галифакс, Монктон)
- 31 декабря — 8 января — Тур де Ски ( Швейцария,  Германия,  Италия).
- 31 декабря — 15 января — 45-е ралли «Дакар» ( Саудовская Аравия)
- 6—8 января — чемпионат Европы по конькобежному спорту ( Хамар; Норвегия)
- 11—29 января — чемпионат мира по гандболу среди мужчин[англ.] ( Польша и  Швеция). Победитель — сборная Дании.
- 12—22 января — XXXI зимняя Универсиада ( Лейк-Плэсид; США)
- 13—29 января — чемпионат мира по хоккею на траве среди мужчин ( Индия). Победитель — сборная Германии.
- 16—29 января — Открытый чемпионат Австралии по теннису ( Мельбурн; Австралия). Победители в одиночных разрядах — Новак Джокович и Арина Соболенко
- 19—22 января — 91-е Ралли Монте-Карло ( Монте-Карло, Монако). Победитель — Себастьен Ожье.
- 19—25 января — чемпионат мира по горнолыжному спорту среди юниоров ( Санкт-Антон-ам-Арльберг, Австрия)
- 19 января — 12 февраля — чемпионат Южной Америки по футболу среди молодёжных команд ( Кали, Богота).
- 25—29 января — чемпионат Европы по фигурному катанию ( Эспоо, Финляндия).
- 26 января — 5 февраля — чемпионат мира по бобслею и скелетону ( Санкт-Мориц, Швейцария).
- 27—29 января — чемпионат мира по санному спорту ( Оберхоф, Германия).

### Февраль
- 1—11 февраля — 19-й клубный чемпионат мира по футболу ( Рабат/Танжер, Марокко)
- 4 февраля — 67-й Матч всех звёзд НХЛ ( Санрайз, Флорида, США)
- 5—19 февраля — 47-й чемпионат мира по горнолыжному спорту ( Куршевель/Мерибель, Франция)
- 9—12 февраля — Ралли Швеции ( Умео, Швеция). Победитель — Отт Тянак.
- 12 февраля — Супербоул LVII ( Глендейл (Аризона), США). Победитель — «Канзас-Сити Чифс»
- 18 февраля — финал хоккейной Лиги чемпионов ( Лулео, Швеция). Победитель —  «Таппара».
- 18 февраля — 44-й чемпионат мира по легкоатлетическому кроссу ( Батерст, Австралия)
- 19 февраля — Матч всех звёзд НБА ( Солт-Лейк-Сити, Юта, США)
- 19 февраля — 5 марта — чемпионат мира по фристайлу и сноуборду ( Бакуриани, Грузия)
- 21 февраля — 5 марта — чемпионат мира по лыжным видам спорта ( Планица, Словения)
- 23 февраля — 5 марта — зимние международные спортивные игры «Дети Азии» 2023 (Кемеровская область)
- 27 февраля — 5 марта — чемпионат мира по фигурному катанию среди юниоров ( Калгари, Канада)

### Март
- 2—5 марта — чемпионат мира по конькобежному спорту на отдельных дистанциях ( Херенвен; Нидерланды)
- 2—5 марта — чемпионат Европы по лёгкой атлетике в помещении ( Стамбул, Турция)
- 3—5 марта — Гран-при Бахрейна 2023 года ( Сахир, Бахрейн)
- 5 марта — 16-й Токийский марафон ( Токио, Япония)
- 15—26 марта — 13-й чемпионат мира по боксу среди женщин ( Нью-Дели, Индия)
- 16—19 марта — Ралли Мексики 2023 ( Леон-де-лос-Альдама, Мексика)
- 22—26 марта — чемпионат мира по фигурному катанию ( Сайтама, Япония)
- 22—26 марта — 58-й чемпионат Европы по карате ( Гвадалахара, Испания)
- 23—26 марта 2024 — отборочный турнир чемпионата Европы по футболу 2024
- 18—26 марта — чемпионат мира по кёрлингу среди женщин ( Сандвикен, Швеция)
- 28 марта — 2 апреля — чемпионат мира по хоккею с мячом ( Оби, Швеция)

### Апрель
- 1—9 апреля — чемпионат мира по кёрлингу среди мужчин ( Оттава, Канада). Победитель — Шотландия.
- 2 апреля — Гран-при Австралии 2023 года ( трасса Альберт-Парк).
- 5—16 апреля — чемпионат мира по хоккею с шайбой среди женщин ( Канада). Победитель — США
- 6—9 апреля — турнир Мастерс по гольфу ( Огаста, штат Джорджия, США). Победитель —  Хон Рам.
- 7 апреля — 1 мая — матч за звание чемпиона мира по шахматам ( Астана, Казахстан).
- 8 апреля — UFC 287 ( Майами, США).
- 15 апреля — начало Плей-офф НБА 2023.
- 15 апреля — 1 мая — чемпионат мира по снукеру ( Шеффилд, Англия).
- 16 апреля — Роттердамский марафон. Победитель среди мужчин — Башир Абди.
- 17 апреля — Бостонский марафон ( Бостон).
- 17—23 апреля — чемпионат Европы по борьбе ( Загреб, Хорватия).
- 18—24 апреля — чемпионат Европы по самбо ( Хайфа, Израиль)[1]
- 20—30 апреля — чемпионат мира по хоккею с шайбой среди юниорских команд ( Швейцария).
- 21—29 апреля — 5-е Боливарианские АЛБА игры ( Каракас, Венесуэла)[2].
- 22—29 апреля — чемпионат мира по кёрлингу среди смешанных пар ( Каннын, Республика Корея).
- 23 апреля — 43-й Лондонский марафон ( Лондон). Победитель среди мужчин — Келвин Киптум.
- 28 апреля — 7 мая — чемпионат Европы по русским шашкам среди мужчин и среди женщин[3] ( Аланья, Турция).
- 30 апреля — Гран-при Азербайджана 2023 года ( трасса Баку).

### Май
- 1—14 мая — 22-й чемпионат мира по боксу ( Ташкент, Узбекистан).
- 5—16 мая — 32-е Игры Юго-Восточной Азии ( Пномпень, Камбоджа).
- 7—14 мая — 36-й чемпионат мира по дзюдо ( Доха, Катар).
- 12—28 мая — 86-й чемпионат мира по хоккею с шайбой ( Тампере,  Рига).
- 17—21 мая — 39-й чемпионат Европы по художественной гимнастике[4] ( Баку, Азербайджан).
- 20—28 мая — 57-й чемпионат мира по настольному теннису ( Дурбан, ЮАР).
- 22—26 мая — IX-е Российско-Китайские молодёжные летние игры ( Чунцин, Китай)[5].
- 22—26 мая — Квалификация Открытого чемпионата Франции по теннису «Ролан Гаррос» ( Париж; Франция).
- 28 мая — 11 июня — Основная сетка Открытого чемпионата Франции по теннису «Ролан Гаррос» ( Париж; Франция).
- 29 мая — 4 июня — 25-й чемпионат мира по тхэквондо ( Баку, Азербайджан).
- 31 мая — финал Лиги Европы УЕФА ( Будапешт, Венгрия).

### Июнь
- 7 июня — Финал Лиги конференций УЕФА 2023 ( Прага, Чехия)
- 10 июня — финал Лиги чемпионов УЕФА ( Стамбул, Турция)
- 17—25 июня — Специальные летние олимпийские игры 2023[англ.] ( Берлин, Германия)[6]
- 21 июня—2 июля — III-е Европейские игры ( Краков, Польша)[7].

### Июль
- 1—23 июля — шоссейный гранд-тур «Тур де Франс» ( Испания,  Франция).
- 3—16 июля — Уимблдонский турнир по теннису ( Уимблдон; Англия).
- 5—25 июля — матч за звание чемпионки мира по шахматам ( Чунцин, Шанхай)
- 8—15 июля — чемпионат Африки по русским шашкам ( Лусака, Замбия)
- 14—30 июля — 20-й чемпионат мира по водным видам спорта ( Фукуока, Япония)
- 17—23 июля — XIX международный шахматный форум «Мoscow Open-2023» ( Москва, Россия)[8].
- 20 июля—20 августа — 9-й чемпионат мира по футболу среди женщин ( Австралия,  Новая Зеландия)
- 22—30 июля — 83-й чемпионат мира по фехтованию ( Милан, Италия)
- 25—30 июля — кубок России по плаванию ( Казань, Россия)[9].
- 28 июля — 8 августа — 31-я летняя Универсиада ( Чэнду, Китай)
- 29 июля — 25 августа — кубок мира по шахматам ( Баку, Азербайджан)[10]
- 29 июля — 22 августа — кубок мира по шахматам среди женщин (, Баку, Азербайджан)[10]

### Август
- 4—14 августа — 2-е игры стран СНГ ( Минск, Белоруссия)
- 19—27 августа — чемпионат мира по лёгкой атлетике ( Будапешт, Венгрия).
- 19—31 августа — Международный фестиваль университетского спорта ( Екатеринбург, Россия)
- 15 августа — 3 сентября — 33-й чемпионат Европы по волейболу среди женщин ( Бельгия,  Германия,  Италия,  Эстония)
- 25 августа — 10 сентября — 19-й чемпионат мира по баскетболу (Япония, Филиппины и Индонезия)[11].
- 28 августа — 10 сентября — Открытый чемпионат США по теннису «US Open» ( Нью-Йорк; США).

### Сентябрь
- 4—17 сентября — 88-й чемпионат мира по тяжёлой атлетике ( Эр-Рияд, Саудовская Аравия)
- 8 сентября—21 октября — 10-й чемпионат мира по регби ( Сен-Дени (Париж), Марсель, Лион, Вильнёв-д’Аск, Бордо, Сент-Этьен, Ницца, Нант, Тулуза; Франция)[12].
- 16—24 сентября — чемпионат мира по борьбе ( Белград, Сербия).
- 22—24 сентября — турнир Большого шлема по дзюдо 2023 (, Баку, Азербайджан)[13][14]
- 23 сентября—8 октября — 19-е летние Азиатские игры ( Ханчжоу, Китай)[15].
- 28 сентября—13 октября — чемпионат мира по международным шашкам среди мужчин и среди женщин ( Виллемстад, Кюрасао)[16].
- 30 сентября—8 октября — 52-й чемпионат  мира по спортивной гимнастике[укр.] (, Антверпен, Бельгия)[17]

### Октябрь
- 1—4 октября — 3-й чемпионат Европы по борьбе на поясах ( Баку, Азербайджан)[18][19]
- 5 октября—19 ноября — XIII-й чемпионат мира по крикету ( Индия).
- 18—22 октября — 31-й чемпионат Европы по акробатической гимнастике (, Варна, Болгария)[20]
- 19—22 октября — открытое первенство Европы по тхэквондо среди кадетов ( Белград, Сербия)[21]
- 20—30 октября — 3-и Всемирные игры боевых искусств ( Эр-Рияд, Саудовская Аравия)[22]
- 20 октября—5 ноября — XIX-е Панамериканские игры ( Сантьяго, Чили).
- 24—29 октября — 26-й чемпионат мира по карате ( Будапешт, Венгрия).
- 26 октября—4 ноября — чемпионат мира по мини-футболу (6 х 6) (, Рас-эль-Хайма, ОАЭ)[23]
- 28 октября—3 ноября — чемпионат мира по международным шашкам среди юниоров и среди девушек ( Полице, Польша).

### Ноябрь
- 10—12 ноября — чемпионат мира по самбо ( Ереван, Армения)
- 10—20 ноября — чемпионат Европы среди боксеров в возрасте до 22 лет ( Черногория, Будва)[24]
- 10—21 ноября — 24-й командный чемпионат Европы по шахматам ( Черногория, Будва)[25][26]
- 11—17 ноября — этап Кубка мира по международным шашкам «8-й Xingqiu Cup» (рейтинг этапа — семь звёздочек) ( Лишуй, Китай)
- 15—20 ноября — 1-й чемпионат мира по португальским (испанским) шашкам ( Виана-ду-Каштелу, Португалия)[27]
- 17—19 ноября — 13-й абсолютный чемпионат мира по карате Кёкусинкай ( Токио, Япония)[28]
- 19 ноября—2 декабря — XVII-е Тихоокеанские игры ( Хониара, Соломоновы Острова).

### Декабрь
- 14—17 декабря — чемпионат Европы по рапиду и блицу , Загреб[29][30]
- 26—30 декабря — чемпионат мира по рапиду и блицу , Самарканд

## Ожидаемые события

### Без точных дат
- II Всемирные городские игры ( Будапешт, Венгрия).